# Блюмхен
Ясмин Вагнер (нем. Jasmin Wagner, род. 20 апреля 1980, Гамбург) — мультиплатиновая певица, актриса, модель и телеведущая, более известная под именем Blümchen (с нем. — «цветочек») как певица в сплаве жанров хэппи-хардкор, поп, евродэнс, транс.

## Биография
Ясмин родилась в апреле 1980 года в семье немца Фрица Йохима (нем. Fritz Jochim) и хорватки Марии Вагнер (нем. Marija Wagner). Годом позже у неё появился брат Кристиан. Семья проживала в особняке на окраине Гамбурга. Своё прозвище — Blümchen — Ясмин получила в раннем детстве от матери.

## Музыкальная карьера
С 7-ми лет Вагнер увлекалась игрой на фортепиано. Участвовала в школьном, а затем в церковном хоре. Поступила в гамбургскую музыкальную школу.
В 1995 году на одной из вечеринок, Ясмин заметили и предложили сотрудничество продюсеры Станимир Дьюканович (нем. Stanimir «Silence» Djukanovic) и Арн Шлюрманн (нем. Arn «Paralyzer» Schlürmann). Через несколько недель после этого — 26 октября — вышел первый сингл Blümchen «Herz an Herz» — ремейк одноимённой композиции коллектива Paso Doble 1985 года, записанный на студии «edel records». Сингл занял 4-е место в немецком хит-параде и продался большим для Германии тиражом в 340 000 экземпляров. Вскоре, в этом же году, вышли синглы «Kleiner Satellit (Piep, Piep)» и «Boomerang», повторившие успех первой песни.
В мае 1996 года, после того, как стало очевидно, что Blümchen в качестве певицы показала отличные результаты, был выпущен альбом «Herzfrequenz». В немецких, австрийских, швейцарских хит-парадах альбом продержался более полугода. В этом же году, в промежутках между концертами, вышли синглы «Du und ich» и «Bicycle Race» (кавер-версия известной песни группы «Queen»). Для того, чтобы завоевать бо́льшую популярность на международном рынке, альбом «Herzfrequenz» был переиздан на английском языке под названием «Heartbeat» и под новым именем Blossom.
Весной 1997 года альбом «Herzfrequenz» становится золотым и в связи с этим фактом выходит его «золотое» издание на двух компакт-дисках, с видео, фотографиями и прочим материалом для поклонников певицы. В этом же году выходит сингл «Nur geträumt», за которым последовал и второй альбом Blümchen «Verliebt…» (в конце года вышла его англоязычная версия «In Love…»). Наиболее успешные песни с альбома, занявшие высокие места в немецком чарте — «Nur geträumt», «Verrückte Jungs» и «Gib mir noch Zeit». С выходом этого альбома Blümchen устраивает большой тур по Германии. В конце года выходит сингл «Sesam-Jam (Der, Die, Das)», посвящённый 25-летию немецкой версии телепередачи «Улица Сезам». В это же время альбом «Verliebt…» становится золотым и, аналогично первому альбому, выходит его «золотое» издание на двух дисках.
Первыми в 1998 году появляются два сингла с будущего альбома: в мае сингл «Blaue Augen» и в августе — «Ich bin wieder hier». 28 сентября выходит очередной альбом под названием «Jasmin». Альбом пользуется популярностью и попадает в десятку немецкого хит-парада. С выходом альбома Blümchen опять устраивает большой тур по Германии под названием «Jasmin Live '98». В конце года выходит видео «Blumchen '95—'98», с клипами, записями с концертов, интервью и пр.
В феврале 1999 года во Франции выходит ремейк песни «Du bist die Insel» с альбома «Verliebt…» певицы Иты Фарров (фр. Yta Farrow), под названием «Tu es mon île». Это был не единственный случай, когда песни Blümchen исполняли иностранные артисты. Например, российская певица Лариса Черникова в июле этого же года выпустила альбом «Солнечный город», куда вошли такие песни, как «А мне мама», «Солнечный город» и так далее, ремейки соответственно «Nur geträumt» и «So wie ein Wunder». Далее у Blümchen 19 апреля выходит сингл «Heut' ist mein Tag» («Сегодня мой день»). 22 мая выходит специальный альбом для фанатов «Jasmin — Die Fanedition», куда помимо песен с альбома «Jasmin», видео и фотографий, вошли синглы «Tu es mon île» и «Heut' ist mein Tag». 29 ноября этого же года выходит альбом «Live in Berlin» с ремиксами основных хитов Blümchen
, записанные на концерте в Берлине, в октябре 1998 года. 3 декабря, выходит сингл «Unter’m Weihnachtsbaum» («Под рождественской ёлкой»).
26 мая 2000 года выходит сингл «Ist deine Liebe echt?», а 26 июля выходит новый альбом «Die Welt gehört dir». Музыкальный стиль этого альбома заметно отличался от предыдущих более спокойными песнями. 4 декабря выходит альбом-ретроспектива «Für Immer und Ewig — Das Beste von Blümchen» («Навсегда и навечно»). Этот альбом стал последним, где использовалось имя Blümchen. Все дальнейшие появления на эстраде были только под настоящим именем певицы — Ясмин Вагнер.
Ясмин написала слова для песни Orchester in mir, исполнявшейся Кристиной Штюрмер, а впоследствии также группой Saphir.
12 декабря 2018 года Ясмин Вагнер подтвердила, что 30 марта 2019 года она вернется на сцену в качестве Blümchen в серии выступлений «90er live» на Veltins Arena. 29 марта 2019 года, спустя 18 лет, впервые впервые появился сингл «Blümchen» Computerliebe — кавер на группу Paso Doule и дебютировал в чартах iTunes # 22. Это кавер-версия названия группы NDW Paso Doble. Первое шоу «90er live» прошло в Гельзенкирхене, где выступали Blümchen, Haddaway, Dr. Alban, Vengaboys, Дэвид Хассельхофф. По словам организатора собралось около 58 000 зрителей. Планируется гастроли по Германии и Швейцарии. Вместе с кубинский певцом Raykuba и Marquess Ясмин выпустила ремикс «Herz an Herz» и выступили на ZDF-Fernsehgarten.

## Карьера в кино
Ясмин Вагнер снялась в небольших ролях в нескольких фильмах, из которых наиболее известный — фильм «Driven» с Сильвестром Сталлоне в главной роли (он же один из продюсеров этого фильма).

## Карьера модели и телеведущей
В четыре года снялась в качестве модели для каталога детской одежды «Otto». В четырнадцать лет была принята в группу поддержки гамбургской команды по американскому футболу «Hamburg Blue Devils». В этот же период получила несколько приглашений на съёмки в рекламе и клипах. В 1996 году начала вести передачу «Roadshow» на берлинской радиостанции «Fritz». Передача выходила в прямом эфире по воскресеньям, раз в месяц. В декабре того же года Ясмин Вагнер дебютировала на телевидении в качестве ведущей в передаче «Heart Attack» на канале TM3. В 1997 году эта передача вместе с Ясмин «переехала» на канал RTL2. В апреле 1998 года стала вести передачу «Mini Playback Show» на канале RTL. Осенью 1998 года Ясмин Вагнер представляла коллекцию джинсовой одежды и марку парфюмерии «Tommy Hilfiger».В 2000 году вела программу Club Rotation на телеканале VIVA. С июля 2000 года на сайте www.ei-vision.de вела кулинарную передачу «Blumissimo». В этом же году стала ведущей программы «Disney Filmparade» на RTL. С 2003 года является постоянной участницей различных благотворительных проектов по защите животных, против раковых заболеваний и так далее. В 2004 году приняла участие в акции по сбору денежных средств пострадавшим от последствий цунами.

## Награды
1996
- RSH Gold «Лучшая певица»
- Bravo Gold Otto
- Popcorn Award «Лучшая певица»
- Pop/Rocky Award

1997
- Echo Award «Лучшая национальная актриса»
- RSH Gold
- Bravo Gold Otto (во множестве категорий)
- Popcorn Award (Мэрайя Кэри стала второй)
- Pop/Rocky Schlumf Award (второе место, после Тони Брэкстон)
- Golden Stimmgabel в категории «Музыка Disco/Dance»
- VIVA Awards (номинирована)

1998
- ZDF Golden Tuning Fork
- Bravo Gold Otto (во множестве категорий)
- Pop/Rocky Schlumf Gold Award
- RSH Gold Award

1999
- ZDF Golden Tuning Fork (номинирована)
- VIVA Awards (номинирована)
- ENERGY Award (Швеция)
- Bravo Silver Otto «Лучшая певица»
- Echo Award

2000
- Bravo Bronze Otto
- Popcorn Bronze Award
- Sexiest singer in the whole world, BAM!

2003
- Журнал Maxim (Германия) «Женщина года»

## Альбомы

### Под именем Blümchen
| Год  | Название            | Немецкие чарты |
| ---- | ------------------- | -------------- |
| 1996 | Herzfrequenz        | 18             |
| 1997 | Verliebt…           | 7              |
| 1998 | Jasmin              | 8              |
| 1999 | Live in Berlin      | 57             |
| 2000 | Die Welt gehört dir | 18             |
| 2001 | Für immer und ewig  | 95             |

### Под именем Blossom
| Год  | Название  |
| ---- | --------- |
| 1996 | Heartbeat |
| 1997 | In Love   |

### Под именем Jasmin Wagner
| Год  | Название       | Немецкие чарты |
| ---- | -------------- | -------------- |
| 2006 | Die Versuchung | 98             |

## Синглы

### Под именем Blümchen
| Год  | Название                                   | Немецкие чарты | Альбом                  |
| ---- | ------------------------------------------ | -------------- | ----------------------- |
| 1995 | Herz an Herz (ремейк песни «Paso Doble»)   | 4              | Herzfrequenz            |
| 1995 | Kleiner Satellit (Piep, Piep)              | 9              | Herzfrequenz            |
| 1995 | Boomerang                                  | 11             | Herzfrequenz            |
| 1996 | Du und ich                                 | 17             | Herzfrequenz            |
| 1996 | Bicycle Race (ремейк песни «Queen»)        | 28             | Herzfrequenz            |
| 1997 | Nur geträumt (ремейк песни Nena)           | 6              | Verliebt…               |
| 1997 | Verrückte Jungs                            | 22             | Verliebt…               |
| 1997 | Gib mir noch Zeit                          | 9              | Verliebt…               |
| 1997 | Sesam-Jam (Der, Die, Das)                  | 26             |                         |
| 1998 | Blaue Augen (ремейк песни «Ideal»)         | 19             | Jasmin                  |
| 1998 | Ich bin wieder hier (ремейк песни Rozalla) | 12             | Jasmin                  |
| 1998 | Es ist vorbei                              | 24             | Jasmin                  |
| 1999 | Heut' ist mein Tag                         | 15             | Jasmin — Die Fanedition |
| 1999 | Unter’m Weihnachtsbaum                     | 31             | Live in Berlin          |
| 2000 | Ist deine Liebe echt?                      | 24             | Die Welt gehört dir     |
| 2000 | Die Welt gehört mir                        | 96             | Die Welt gehört dir     |
| 2001 | Ich vermisse dich                          | 50             | Die Welt gehört dir     |
| 2019 | Computerliebe                              | 22             | Computerliebe           |

### Под именем Blossom
| Год  | Название                                                             | Альбом    |
| ---- | -------------------------------------------------------------------- | --------- |
| 1996 | Heart to Heart (английская версия «Herz an Herz»)                    | Heartbeat |
| 1996 | You and Me (английская версия «Du und ich»)                          | Heartbeat |
| 1996 | Bicycle Race                                                         | Heartbeat |
| 1997 | Just A Dream (английская версия «Nur geträumt»)                      | In Love   |
| 1997 | Give Me More Time (английская версия «Gib mir noch Zeit»)            | In Love   |
| 1997 | Key To Paradise (Promo Only) (английская версия «Du bist die Insel») | In Love   |

### Под именем Jasmin Wagner
| Год  | Название                                                      | Немецкие чарты | Альбом         |
| ---- | ------------------------------------------------------------- | -------------- | -------------- |
| 2001 | Santa Claus Is Coming To Town                                 |                |                |
| 2003 | Leb deinen Traum                                              | 24             |                |
| 2004 | Helden wie wir                                                | 68             |                |
| 2006 | Männer brauchen Liebe                                         | 99             | Die Versuchung |
| 2006 | Komm schon werd wütend/Morgen wenn ich weg bin (Radio Single) |                | Die Versuchung |